# Niklaus Manuel

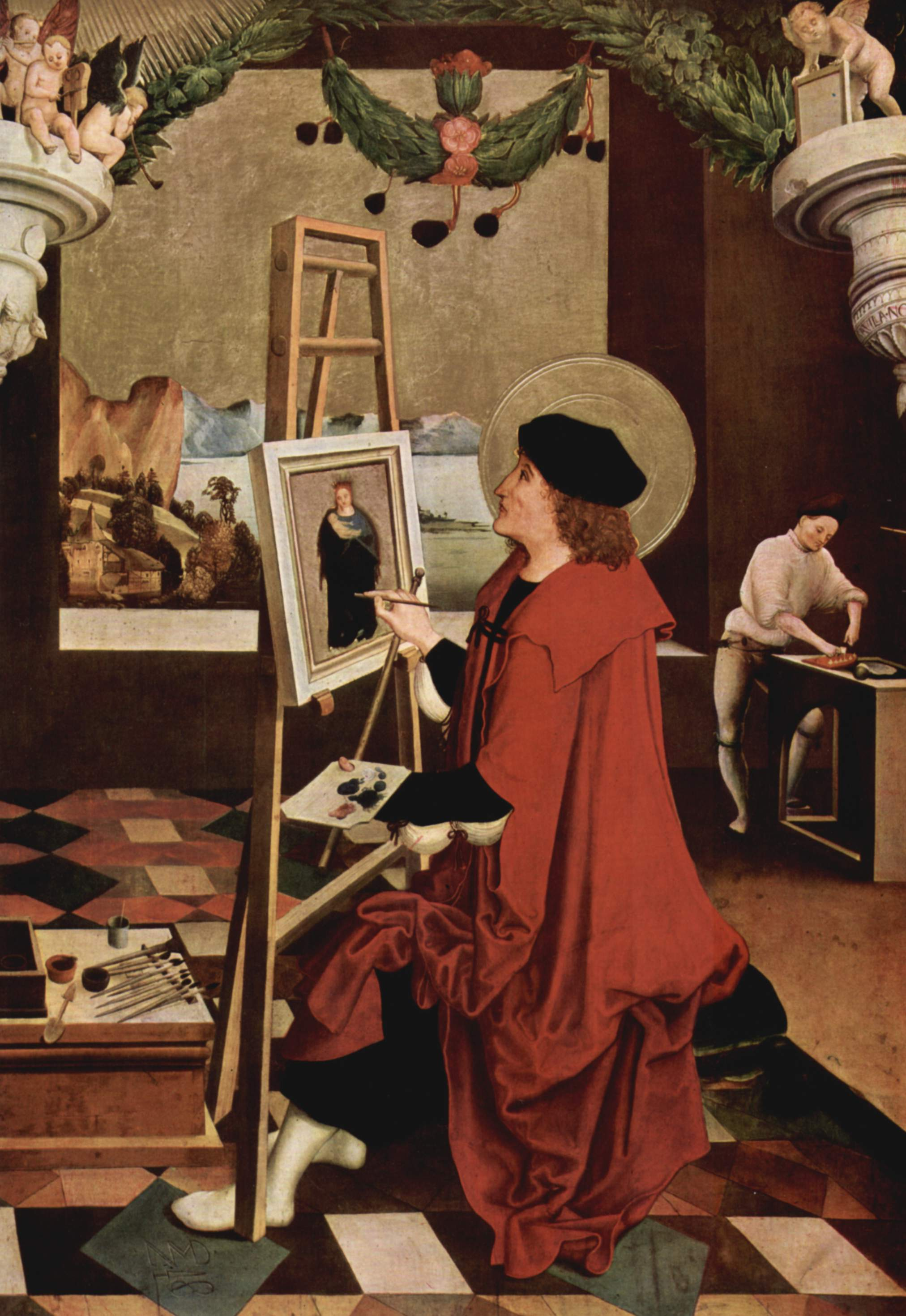
Św. Łukasz malujący Madonnę (1515)

Niklaus Manuel, zw. Deutsch (ur. ok. 1484 w Bernie, zm. 28 kwietnia 1530 tamże) – szwajcarski malarz, rysownik i rytownik okresu renesansu.

## Życie
Kształcił się w pracowni witraży w Bernie. W 1509 wżenił się w szanowaną rodzinę berneńskiego rajcy i zaczął używać pseudonimu Deutsch (swoje prace sygnował literami N.M.D). W 1516 wziął udział w wyprawie wojennej francuskiego króla Franciszka I do Lombardii w charakterze pisarza polowego. W 1519 zaangażował się w nurt reformacyjny, tworząc wierszowane pamflety antypapieskie. Od 1512 był radnym Berna, a od 1523 wójtem w Erlach. Podróżował do Włoch.

## Twórczość
Jego wczesna twórczość utrzymana jest w tradycji późnogotyckiej, późniejsza nosi cechy typowe dla renesansu. Uległ wpływom Hansa Baldunga i Matthiasa Grünewalda. Malował obrazy sztalugowe o tematyce religijnej i mitologicznej. Pozostawił też mistrzowskie rysunki (np. wizerunki lancknechtów) i kilka drzeworytów (np. Chłopi wieszają handlarza odpustów, 1525). Wykonywał malowidła na szkle oraz wzory dla rzemiosła artystycznego. Nie zachowały się jego dekoracje ścienne. Był także politykiem, działaczem reformacyjnym i poetą. Napisał m.in. antypapieską satyrę Vom Papst und seiner Preiserschaft i satyrę przeciw handlarzom odpustów Ablasskrämer, wykorzystujące konwencję gatunku fastnachtsspiel.

## Wybrane dzieła
- Św. Eligiusz jako złotnik –   1515, 117 x 82, Kunstmuseum, Berno
- Św. Łukasz malujący Madonnę –  1515, 117 × 82 cm, 34.3 × 28.5 cm, Kunstmuseum, Berno
- Śmierć obejmuje młodą kobietę  –  1517, 37 x 28 cm, Muzeum Sztuki w Bazylei
- Kuszenie św. Antoniego  –  1520, Kunstmuseum, Berno
- Ścięcie Jana Chrzciciela –  ok. 1520, 33 × 25 cm, Muzeum Sztuki w Bazylei
- Autoportret –  1520, 34.3 × 28.5 cm, 34.3 × 28.5 cm, Kunstmuseum, Berno
- Sąd Parysa –  ok. 1523, 223 x 160 cm, Kunstmuseum, Berno
- Pyram i Tysbe –  1525, 151,5 × 161 cm, Muzeum Sztuki w Bazylei